# 사이릭스

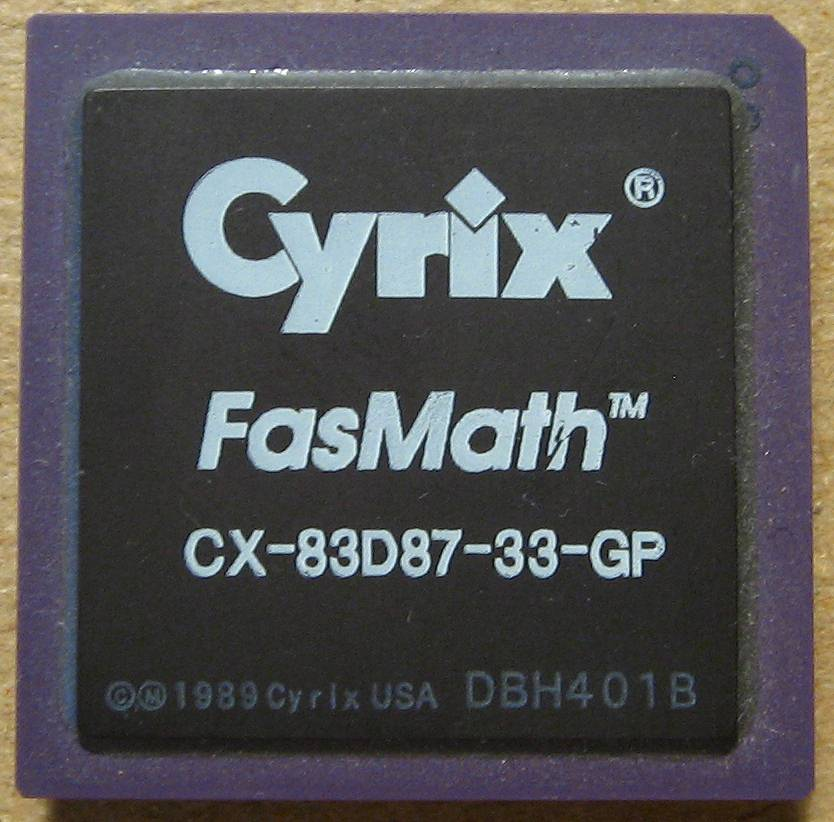
사이릭스의 FasMath

사이릭스(Cyrix)는 1988년에 리처드슨에서 시작한 CPU 제조업체였으며 286, 386 시스템을 위한 고성능 보조 처리장치를 전문적으로 공급하던 회사이기도 하였다. 이 회사는 텍사스 인스트루먼츠 전 직원들이 세웠으며 역사상 텍사스 인스트루먼츠(TI)와 길고도 불편한 관계를 가졌다.
사이릭스의 창업자 제리 로저스(Jerry Rogers)는 공격적으로 엔지니어들을 모았으며 작고도 효율적인 30명의 디자인 팀을 구성하였다.
사이릭스는 1997년 11월 11일에 내셔널 세미컨덕터와 합병하였다.

## 참고
1. ↑   “Manufacturer articles (Cyrix)”. www.Coprocessor.info. 2011년 6월 14일에 원본 문서에서 보존된 문서. 2008년 9월 10일에 확인함.